# クリスティーナ・カルドーニ
クリスティーナ・カルドーニ（Christina Maria Kardooni、1989年8月28日 - ）は、アメリカ合衆国のプロレスラー。カリフォルニア州サクラメント出身。クリスティーナ・ヴォン・イーリー（Christina Von Eerie）のリングネームで知られる。
日本の女子プロレス団体、スターダムではクリスティーナ・フォン・エリー表記になっている。

## 来歴

### キャリア初期
イラン系の父とイタリア系の母の間に生まれる。
10代で地元サクラメントのプロレスリング・スクール、スプリーム・プロレスリング・トレーニングアカデミー（SPW）でトレーニングを開始。2006年にプロレスラーとしてデビューし、PWR、IWL、XPW、AWSといったインディー団体に参戦。ハードコアマッチやインタジェンダーマッチなどを多く経験し、SPWの9周年アニバーサリー興行で行われたデスマッチには男性レスラー6名を相手に唯一女性レスラーとして出場。スチールケージ・椅子・梯子・有刺鉄線・工業用ホッチキス・蛍光灯などが使用された中、敗れはしたものの存在感の強さを示した。
この時から現在でも使われている奇抜なスタイルをしてパンク・プリンセスと呼ばれるようになった。

### インディー団体

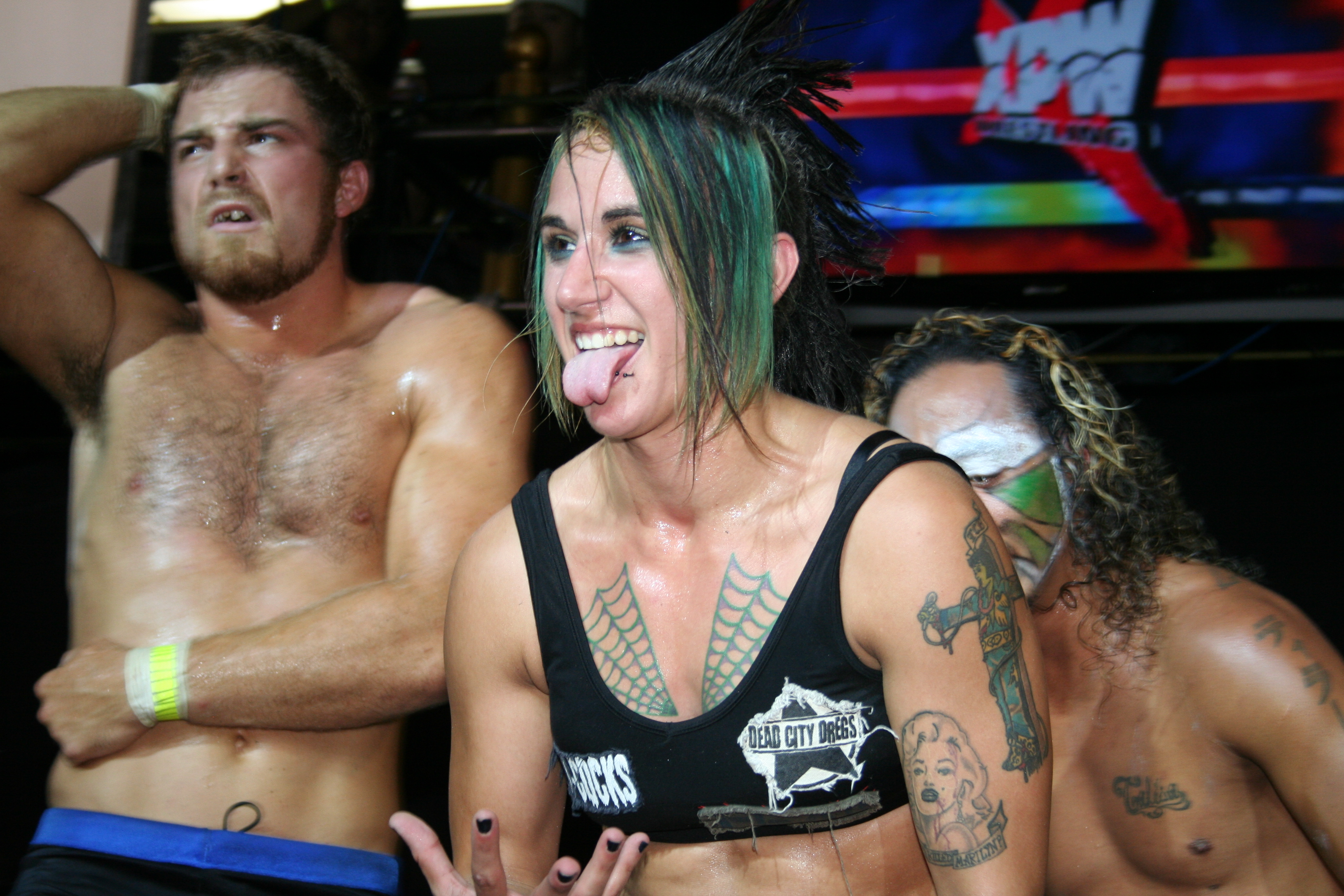
2009年

2009年9月、PWGに参戦。クリスティーナを含んで女性レスラーがたった二人しか所属していなかったが、もう一人の女子レスラー、キャンディス・リレイだけでなく男性レスラーとも試合を多く行うようになり、心身をスケールアップ。
2010年3月5日、メキシコの二大メジャー団体の一つであるAAAに参戦。数々の団体で培った荒々しいハードコアスタイルはAAAの女性レスラーには珍しく、ファンからの反応も上々であった。入団して7日しか経っていない12日にはAAAの大きなイベントの一つであるレイ・デ・レイエスに6人タッグながら出場という破格の扱いを受けた。以後、パンク・プリンセスらしく暴れ回り7月にAAAのユニットフォーリン・リージョンに加入。AAA世界混合タッグ王座戦にて、それまで接点のなかったアレックス・コズロフと組んで挑戦した際に、窮地のところをコズロフが身を挺してクリスティーナを守ったことからクリスティーナがコズロフに恋をするというストーリーラインに発展し、相手であったタッグ王者のファビー・アパッチェ & エアロスターと抗争を開始。ノンタイトル戦を含め、数度戦いを繰り広げて王座を奪取することに成功した。王座陥落後も、コズロフとのタッグは継続していたが11月にコズロフがWWEに移籍してタッグは自然消滅することとなった。

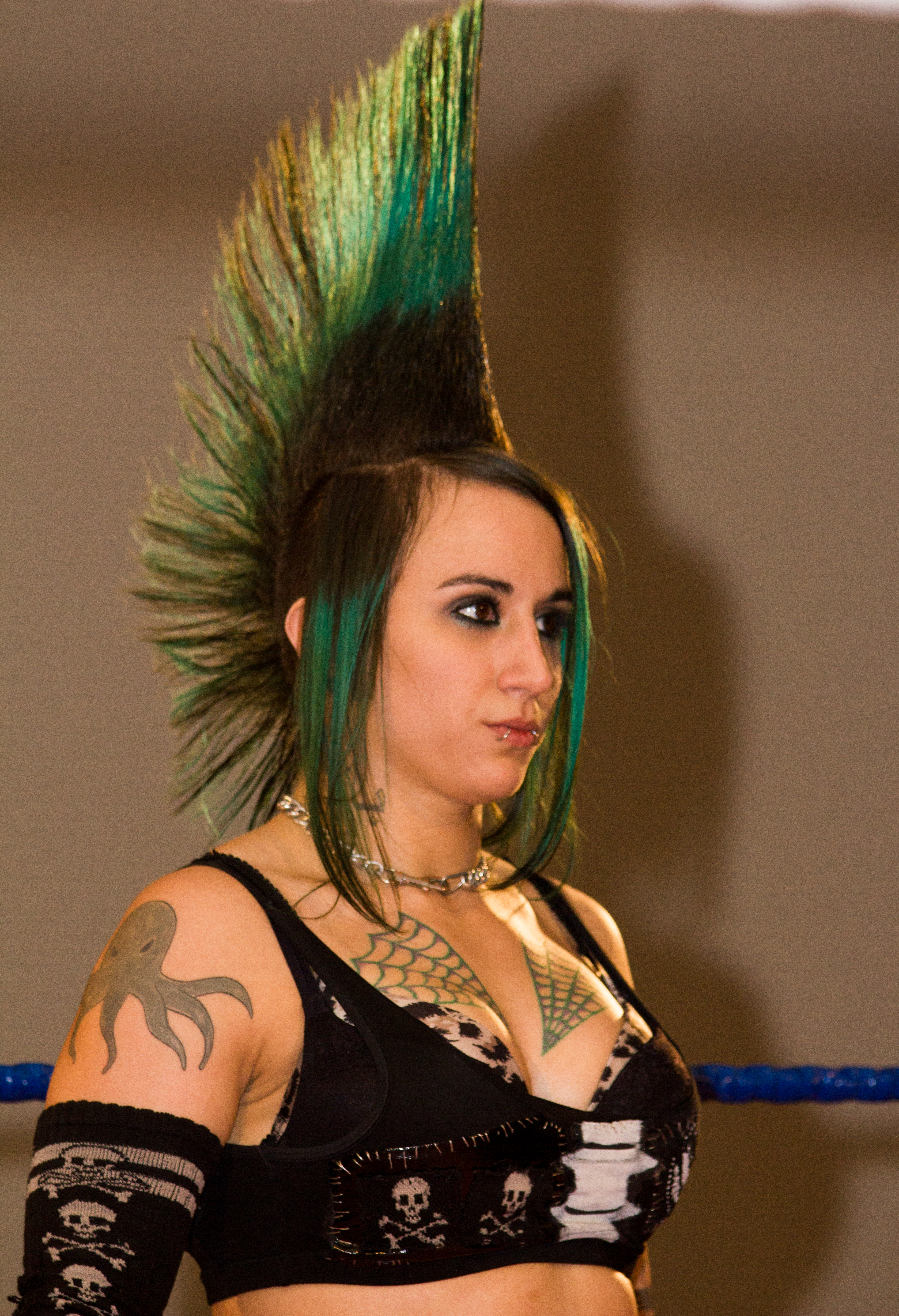
2013年

2011年3月、女子プロレス団体のShimmerに参戦。Vol.26、27でプロモーションを行っていただけに初参戦であるVol.37からサラ・デル・レイと対戦。以後、メルセデス・マルチネスやチアリーダー・メリッサなどを相手に活躍。しばらくして自身のステップアップするためにチーム3Dアカデミーにてトレーニングを開始。

### TNA
TNAに所属するジェシー・ニール、チーム3Dと関係を持っていたおかげかTNAに参戦することが決定。2011年9月よりトキシンのリングネームでデビュー。ニールとシャノン・ムーアのタッグ、インク・インクのマネージャーとなり10月13日の収録においてメキシカン・アメリカに襲われるニールとムーアを救出する形で登場した。メキシカン・アメリカとの抗争においてはロシータ & サリータと試合を行うなどしたが、この両ユニットの抗争は不良に終わった。以降、インク・インクの3人は出番を失い、クリスティーナは解雇された。

### インディー団体
TNA解雇後、再びインディー団体で活動を行うようになり、2012年よりDRAGON GATE USA、Shine、CZW、Shimmerに参戦。DGUSAでは戸澤陽のマネージャーとして活動。10月、スターダムで初来日。木村響子とタッグチーム、キムラモンスター軍☆を結成し、タッグリーグであるGODDESSES OF STARDOMに出場するが勝ち点3で予選落ちとなった。
2015年7月24日、ジェフ・ジャレットが主宰するGFWのAmpedに参戦。 同日より開始された初代GFW女子王者決定トーナメントにエントリー。1回戦にてミッキー・ジェームス、レイディー・タパと対戦。最後にタパからフォールを奪い勝利。しかし、試合後にミッキーもろともタパからサモアンドロップを喰らった。10月23日、GFW Ampedにて決勝を行い、アンバー・ギャローズと対戦して勝利。初代王者となった。

## その他

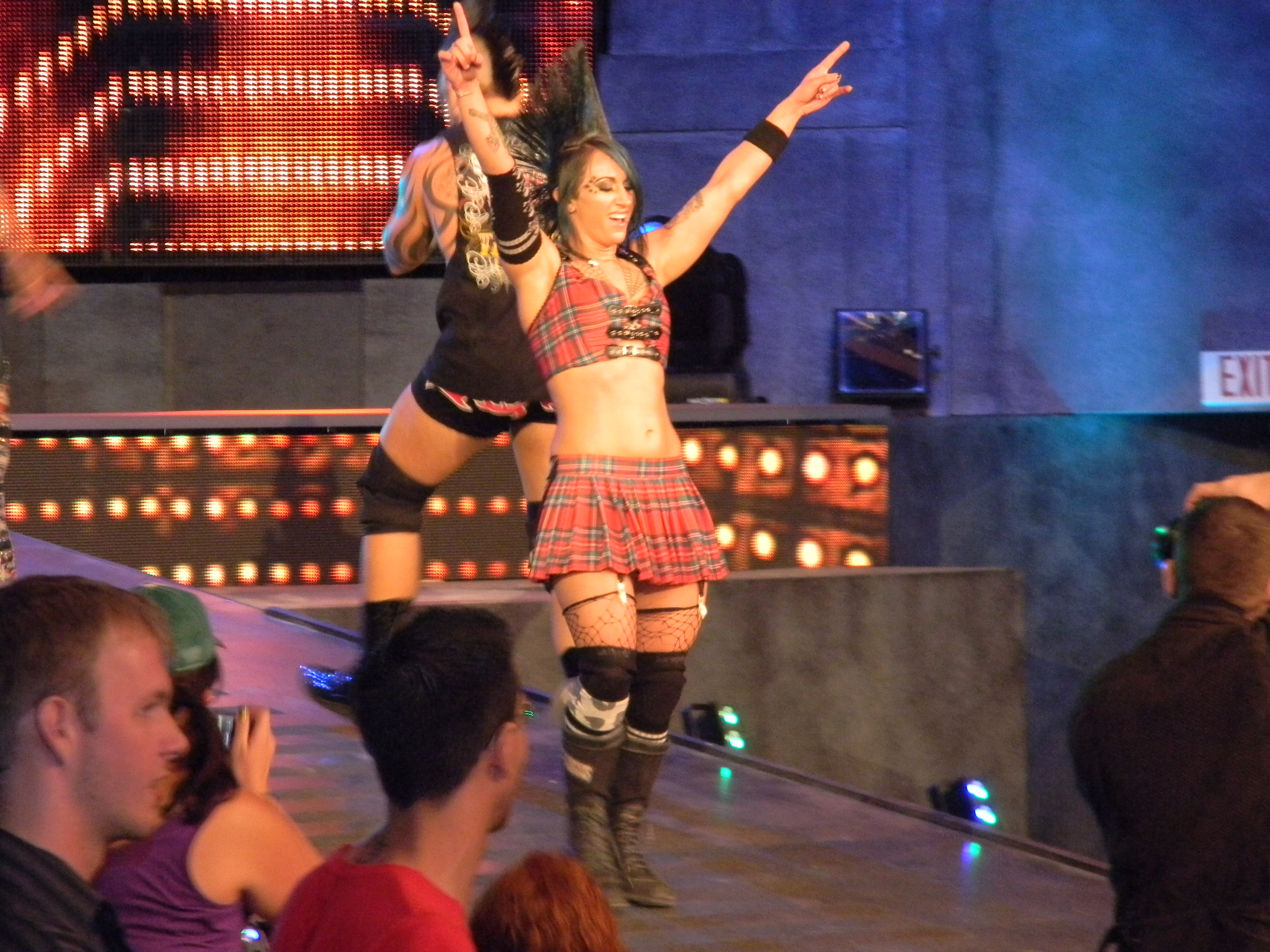
2010年TNA

- TNAのジェシー・ニールとは友好な関係を持ち、参戦する団体での人数などに困った時はお互い試合を出るように声を掛け合っている。
- パンク・プリンセスのニックネーム通り、パンク系の音楽を愛し、プロレス以外の活動でピューク・アンド・スピット（ギター）とルーキング・テラー（ベース、またはギター）という二つのパンクバンドを受け持っていた。（2010年11月には二つのうち、どちらかに専念したいということでピューク・アンド・スピットを離脱。）
- 2010年8月にTNAのダークマッチに登場。パンクキャラとして有名なシャノン・ムーアとミックスドパンクタッグを実現した。（相手はオカダ & クッキー）
- 2013年、CZWにて男女デスマッチで対戦したMASADAと婚約。

## 得意技

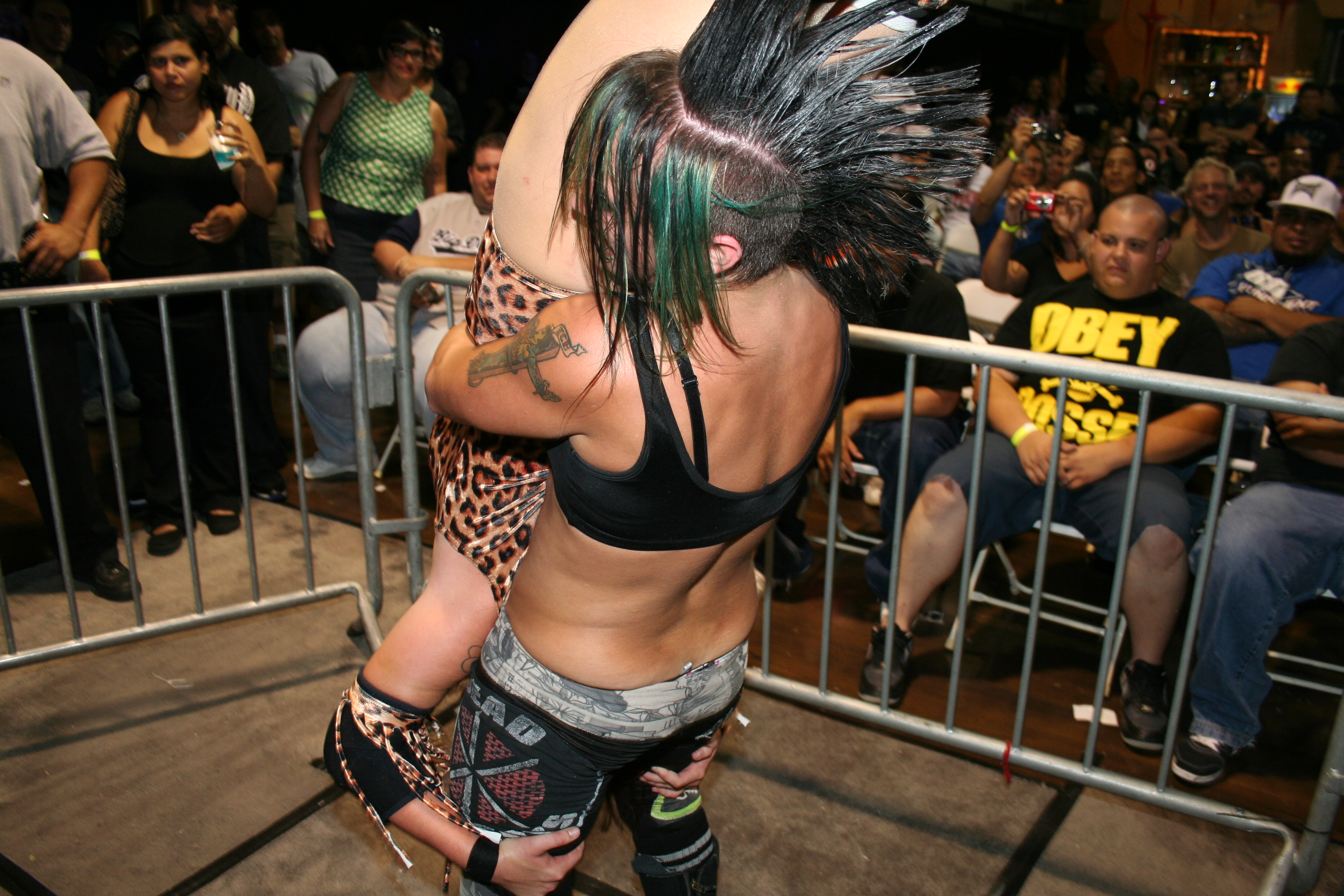
場外でのパイルドライバー

- The 138

ティルトワール・フェイスバスター
- デッド・ライジング

ストレートジャケット・ダブルニー・バックブリーカー
- ダブルニー・フェイスブレイカー
- グラブヤード・スマッシュ

ダブルニー・アンダーフック・フェイスバスター
- ウェストコースト・カース

ダブルアームロック・シャープシューター
- パイルドライバー

## 獲得タイトル
GFW
- GFW女子王座 : 1回

AAA
- AAA世界混合タッグ王座 : 1回

w / アレックス・コズロフ
AWS
- AWS女子王座 : 2回